# Fenyőünnep
A fenyőünnep a szocialista rendszer idején – az 1950-es évek elejétől egészen az 1980-as évekig – egy úgynevezett karácsonyt helyettesítő ünnep volt Magyarországon.

## Története
A berendezkedő szocialista hatalom a karácsonyt is megpróbálta kitörölni a naptárból és mélyen gyökerező társadalmi beágyazottságából.
Az antiklerikális harc jegyében fogant irányadás felhívta a figyelmet arra, hogy ki kell iktatni az emberek tudatából azokat a „tévtanokat”, amelyek szerint a Karácsony Jézus születésének az ünnepe. Ehelyett a propagandamunkában hangsúlyozandó a békéért folytatott harc, a dolgozók jóléte, amely voltaképpen Sztálinnak, a „népek bölcs tanítómesterének” köszönhető. A párt főideológusai azonban tudták, hogy még a legerélyesebb, legintenzívebb propagandamunka se fogja kitörölni a dolgozók tudatából az ünnepet, de abban reménykedtek, hogy különféle eszközökkel meg lehet fosztani a karácsonyt keresztény vonatkozásától.
A szentesteünneplés letörésének leghatásosabb módszere a puszta félelemkeltés volt. Szimbolikus jelentőségű, hogy az államvédelmi bizottság 1949. december 24-én függetlenítette az ÁVH-t a Belügyminisztériumtól. Szintén a karácsonyi ünnepkör alatt történt a magyar katolikus egyház vezetőjének, Mindszenty Józsefnek az elfogatása, akit 1949. december 26-án tartóztattak le. 1950 elején karácsony másnapját törölték a munkaszüneti napok sorából, ugyanis az ötvenes évekre Sztálin születésnapja (december 18.) vált a tél főünnepévé, december 24-e pedig átalakult fenyőünneppé.
A fenyő a Télapó ajándéka, a Gyed Moroz (Fagy Apó) örvendezteti meg az ifjúságot, de hogy túlságosan nagy kultusza ne támadhasson, megtiltották a karácsony előtti bérszámfejtést, és így nagyon egyszerűen megoldódott az ajándékozás problémája.
A karácsony átformálásánál fő szempont volt a szocialista ifjúság átnevelésének a kérdése. A fenyőünnep kézenfekvő lehetőséget nyújtott arra, hogy intenzív propagandamunkával száműzzék a családok életéből a reakciós, klerikális csökevényeket, a megfigyelőknek, feljelentőknek pedig remek alkalom kínálkozott az ideológiai előrehaladás feltérképezésére. Egy-egy ártatlannak tűnő „Na, mit hozott a Jézuska?” kérdésből rögtön kiderült, hogy a fenyő hozza-e az ajándékot, a Télapó, vagy pedig még mindig a Jézuska. A házbizalmik fáradhatatlanul látogatták a lakásokat, vizsgálták az ünneplési szokásokat, a kommunista ideológia által átszellemült tanárok pedig ártatlannak tűnő kérdésekkel, fogalmazásokkal (pl. "Mit hozott a Jézuska?", vagy "Hogy telt a karácsony?") mérték fel a diákok „karácsonyi beállítottságát”.
Később, az 1980-as évekre, a szocialista rendszer enyhülésével a fenyőünnep elvesztette a jelentőségét, annak ellenére, hogy az akkori politikában még megmaradt fenyőünnepnek. Végül 1988-ban teljesen megszűnt, és ismét a tradicionális keresztény karácsony lett a tél legfőbb ünnepe Magyarországon.